# بانکسیا عصایی
بانکسیای عصایی (نام علمی: Banksia sceptrum) نام یک گونه از سرده بانکسیا است.